# Выдропужское сельское поселение
Выдропу́жское се́льское поселе́ние — упразднённое муниципальное образование в составе Спировского района Тверской области России.

На территории поселения находились 24 населенных пункта. Центр поселения — село Выдропужск.

Образовано в 2005 году, включило в себя территории Выдропужского и Заболотского сельских округов.
Законом Тверской области от 5 апреля 2021 года к 17 апреля 2021 года было упразднено в связи с преобразованием Спировского муниципального района и в муниципальный округ, как административно-территориальная единица район был преобразован в округ.

## Географические данные
- Общая площадь: 218,5 км².
- Нахождение: юго-западная часть Спировского района.
  - Граничило:
    - на севере — с Вышневолоцким районом, Дятловское СП
    - на востоке — с Пеньковским СП
    - на юге — с Торжокским районом, Будовское СП, Тверецкое СП и Осташковское СП
    - на западе — с Вышневолоцким районом, Княщинское СП и Холохоленское СП

Основные реки — Тверца и её притоки Осуга и Шегра.

Поселение пересекает автомагистраль «Москва — Санкт-Петербург».

## Экономика
Основные хозяйства: АО «Возрождение» и бывший колхоз «Свободный Труд».

## Население
По переписи 2002 года — 1045 человек (727 в Выдропужском и 318 в Заболотском сельском округе), на 01.01.2008 — 1104 человека. По переписи 2010 года — 971 человек.

## Населенные пункты
На территории поселения находились следующие населённые пункты:
| №  | Тип нп | Название       | Население (2008 год) | Население (2010 год) |
| -- | ------ | -------------- | -------------------- | -------------------- |
| 1  | дер.   | Бабье          | 54                   | 56                   |
| 2  | дер.   | Будовка        | 4                    | 1                    |
| 3  | дер.   | Вешки          | 31                   | 25                   |
| 4  | село   | Выдропужск     | 543                  | 505                  |
| 5  | дер.   | Дядькино       | 25                   | 14                   |
| 6  | дер.   | Ладеньково     | 5                    | 6                    |
| 7  | дер.   | Локтево        | 3                    | 6                    |
| 8  | дер.   | Лукино         | 0                    | 0                    |
| 9  | дер.   | Пестово        | 28                   | 28                   |
| 10 | дер.   | Рачково        | 0                    | 1                    |
| 11 | дер.   | Цирибушево     | 63                   | 49                   |
| 12 | дер.   | Черенково      | 10                   | 12                   |
| 13 | дер.   | Юхово          | 14                   | 12                   |
| 14 | дер.   | Яковцево       | 9                    | 3                    |
| 15 | дер.   | Борлино        | 3                    | 3                    |
| 16 | дер.   | Горки          | 6                    | 7                    |
| 17 | дер.   | Добрыни        | 42                   | 35                   |
| 18 | дер.   | Дубровка       | 11                   | 11                   |
| 19 | дер.   | Заболотье      | 196                  | 166                  |
| 20 | дер.   | Мышлятино      | 16                   | 9                    |
| 21 | дер.   | Никиткино      | 9                    | 7                    |
| 22 | дер.   | Новая Дубровка | 0                    | 0                    |
| 23 | дер.   | Пень           | 14                   | 6                    |
| 24 | дер.   | Стройково      | 18                   | 9                    |

### Бывшие населенные пункты
В 2000 году исключены из учётных данных деревни Борисова Гора и Застенье.

Ранее исчезли деревни: Григаново, Мериново, Сидельниково.

Деревня Шунково (Шунковская слобода) присоединена к селу Выдропужск.

## История
В XI—XIV вв. территория поселения относилась к Новгородской земле и составляла часть «городовой волости» города Торжка (Нового Торга).

В XIV веке присоединена к Москве.

С XVIII века территория поселения входила:
- - в 1708—1727 гг. в Санкт-Петербургскую (Ингерманляндскую 1708—1710 гг.) губернию, Тверскую провинцию,
  - в 1727—1775 гг. в Новгородскую губернию, Тверскую провинцию,
  - в 1775—1796 гг. в Тверское наместничество,
  - в 1796—1929 гг. в Тверскую губернию, Вышневолоцкий уезд и Новоторжский уезд,
  - в 1929—1935 гг. в Московскую область, Спировский район,
  - в 1935—1963 гг. в Калининскую область, Спировский район,
  - в 1963—1965 гг. в Калининскую область, Вышневолоцкий район,
  - в 1965—1990 гг. в Калининскую область, Спировский район,
  - с 1990 в Тверскую область, Спировский район.

В середине XIX — начале XX века деревни поселения относились к Раменской и Васильевской волостям Новоторжского уезда и к Домославской волости Вышневолоцкого уезда.

## Известные люди
В деревне Бабье родился Герой Советского Союза Сергей Александрович Кудряшов.

 В деревне Пестово родился Герой Советского Союза Сергей Георгиевич Бровцев.

 В деревне Цирибушево родилась известная ткачиха, Герой Социалистического Труда, Валентина Ивановна Гаганова.